# بيت الاستثمار العالمي
بيت الاستثمار العالمي (جلوبل) (Global Investment House): هي شركة استثمارية كويتية تغطي الخليج والشرق الأوسط والشمال الأفريقي ولها استثمارات دولية أيضا.
يقوم على رأس الشركة السيدة/ مها خالد الغنيم - رئيس مجلس الإدارة والمدير التنفيذي. قد حصلت في عام 2007 على المركز الثاني والسبعين ضمن أكثر النساء تأثيرا في العالم ضمن قائمة اعدتها مجلة فوربس الأمريكية المختصة في الدراسات السياسية والاقتصادية واستطلاعات الرأي.
تتضافر جهود قطاعات العمل في الشركة لتقدين مجموعة من الخدمات مثل إدارة اصول الغير، إدارة المحافظ، خدمات الوساطة، تمويل الشركات، والصناديق الاستثمارية.
وقد حظيت انجازات جلوبل على تقدير محلي وخليجي وعالمي، وقد حصل على جوائز محلية، إقليمية وعالمية، منها:
- (أفضل شركة استثمارية لإدارة الاوراق المالية) - مجلة يوروموني العالمية 2005.
- (أفضل شركة في الكويت) - منتدى النجاحات الخليجية 2005.
- (واحدة من أكثر الشخصيات تأثيرا في العالم العربي) لرئيسة مجلس الإدارة والمديرة التنفيذية السيدة مها خالد الغنيم.
- (واحد من أفضل 10 صناديق تحوط في العالم) - مجموعة باركلي 2005.
- (أفضل مدراء صناديق التحوّط في آسيا)- مؤسسة يوريكا هيدج المتخصصة 2005.
وقد حصل صندوق جلوبل للشركات المتعثرة على تصنيف من منظمة «باركلي» كسادس أفضل صناديق التحوّط في العالم حسب مؤشر «شارب» لعام 2007. وثاني أفضل صناديق التحوّط أداء من قبل منظمة «يوريكا هيدج» في عام 2007. كما حصل صندوق مظلة جلوبل على التصنيف الرابع على مستوى العالم على أداء المتميز من منظمة «يوريكا هيدج» في مارس 2006.
وفي عام 2007 بلغت الاصول المدارة من قبل الشركة إلى أكثر من (8) مليارات دولار أمريكي وقد اسفرت نتائج الربع الثالث من نفس العام إلى (221)مليون دولار وبلغت ربحية السهم (26.5) سنتا بزيادة قدرها (1.5) سنتا مقارنة بالعام 2006.
بالإضافة إلى هذه النتائج فقد حققت الشركة انجازات غير مسبوقة حيث استطاعت تغطية رأس مال أكبر شركة استثمارية في الأردن يطلق عليها شركة الأردن الأولى حيث استطاعت تجميع (539) مليون دولار لتأسيس الشركة التي تعتبر الأكبر في سوق الاستثمار الأردني.
وكوسيلة إضافية لتوسيع نطاق خدماتها إلى المجتمع، تقوم جلوبل بإصدار بحوث معمّقة ومنتظمة تشمل تحاليل الشركات، تقارير عن الأسواق المالية، تقارير اقتصادية، وتقارير أسبوعية تغطي مختلف اقتصاديات وأسواق وبلدان منطقة الخليج. ويمكن الإطلاع على تلك التقارير على موقع الشركة على شبكة الإنترنت.
والجدير بالذكر ان تقارير جلوبل ودراساتها حصلت على أعلى تصنيف من مجلة (يوروموني)العالمية في استطلاع للرأي اجرته المجلة متقدمة بذلك على 14 قطاع مالي واقتصادي شملها الاستطلاع.
وقامت الشركة بإطلاق مؤشرات لقياس أداء الاسواق كمؤشرات سوق البحرين المالي وسوق الدوحة ومؤشر جلوبل الخليجي الإسلامي ومؤشر سوق الكويت العام وآخر لأكبر عشر شركات في نفس السوق.
وقد استطاعت الشركة بفضل أداءها المتميز عام 2007 على الحصول على جوائز عالمية منها جائزة يوروموني (أفضل بنك استثماري في الكويت 2007) وجائزة مجلة CEO(أفضل شركة استثمارية لهذا العام 2007).
يبلغ عدد الموظفين في الشركة أكثر من 400 موظف متخصص في مجال الاستثمار وقد حصل بعضهم على شهادات دولية برعاية الشركة وأهمها شهادة (محلل مالي معتمد CFA) حيث يعتبر بيت الاستثمار العالمي أكثر شركة بحوزتها موظفين حاصلين على تلك الشهادة ويبلغ عددهم أكثر من 10 موظفين.